# Maestro de espías
La expresión maestro de espías (en idioma inglés «spymaster») se utiliza para referirse al líder de una red de espionaje, dentro de un servicio secreto.

## Ejemplos históricos
- Dai Li (República de China)
- Francis Walsingham (Época isabelina en Inglaterra)
- James Jesus Angleton (Estados Unidos)
- Joseph Peters (Unión Soviética)
- George Washington y el Culper Ring (Estados Unidos)
- Mansfield Smith-Cumming (Reino Unido)
- Markus Wolf, conocido como "maestro de los maestros de espías" (Alemania Oriental)[1]
- Michael Collins (Irlanda)
- Nikolái Pavlovich Ignatyev (Imperio ruso)
- R. N. Kao (India)
- Isser Harel (Israel)
- Semyon Semyonov  (Unión Soviética)
- Toyotomi Hideyoshi (Japón)
- William Stephenson, una de las inspiraciones reales para James Bond (Canadá, Reino Unido)
- William Wickham (Inglaterra)
- David Kimche (Israel)
- Philippe Rondot (Francia)[2]